# Liste von Zwischenfällen bei Indian Airlines
Die Liste von Zwischenfällen bei Indian Airlines zeigt eine Übersicht über die Zwischenfälle mit Todesfolge oder Totalschaden von Flugzeugen bei der indischen Fluggesellschaft Indian Airlines.
Von ihrer Gründung 1953 bis zur Übernahme durch Air India im Februar 2011 kam es bei Indian Airlines zu 60 Totalschäden von Flugzeugen. Bei 38 davon kamen 886 Menschen ums Leben.
In dieser Liste nicht enthalten sind die Zwischenfälle folgender, bei ihrer Gründung am 1. August 1953 von Indian Airlines übernommener Fluggesellschaften: Air Services of India (2 Totalschäden), Bharat Airways (3 Totalschäden), Indian National Airways (4 Totalschäden), Kalinga Airlines (11 Totalschäden), Tata Airlines (1 Totalschaden).
Im Einzelnen handelte es sich um Totalverluste folgender Flugzeugtypen bei Indian Airlines:
- 03 Airbus A300
- 01 Airbus A320
- 08 Boeing 737-200
- 01 Dornier 228
- 22 Douglas DC-3/C-47
- 03 Douglas DC-4
- 07 Fokker F-27
- 06 Hindustan Aeronautics HAL 748
- 05 Sud Aviation Caravelle
- 01 Tupolew Tu-154 (gemietet von Uzbekistan Airways)
- 03 Vickers Viscount.

Vollständige Liste:

## Unfälle

### 1950er-Jahre
- Am 12. Dezember 1953 stürzte eine Douglas DC-3/C-47A-DK der Indian Airlines (Luftfahrzeugkennzeichen VT-CHF) 1200 Meter vom Flughafen Nagpur entfernt ab und explodierte. Nach einem zeitweiligen Leistungsverlust kurz nach dem Abheben flogen die Piloten eine sehr steile Rückkehrkurve in viel zu niedriger Höhe mit ausgefahrenem Fahrwerk. Von den 14 Insassen wurden 13 getötet, 3 Besatzungsmitglieder und alle 10 Passagiere.[2]

- Am 25. Februar 1954 stürzte eine Douglas DC-3/C-47A-90-DL der Indian Airlines (VT-ATU) 16 Kilometer vom Flughafen Delhi-Safdarjung (Indien) entfernt ab. Auf dem Flug sollte versucht werden, die Ursache für den Unfall der DC-3 VT-CHF am 12. Dezember 1953 bei Nagpur zu ermitteln. Alle 3 Besatzungsmitglieder, die einzigen Insassen auf dem Testflug, kamen ums Leben.[3]

- Am 21. Januar 1955 wurde eine Douglas DC-3/C-47A-25-DK der Indian Airlines (VT-COZ) im Anflug auf den Flughafen Guwahati (Indien) etwa 15 Kilometer davor in Bäume geflogen. Durch diesen CFIT (Controlled flight into terrain) wurden alle 3 Besatzungsmitglieder getötet, die einzigen Insassen auf dem Frachtflug.[4]

- Am 2. Februar 1955 wurde eine Douglas DC-3/C-47A-20-DK der Indian Airlines (VT-CVB) nach dem nächtlichen Start vom Flughafen Nagpur (Indien) in einer Kurve auf den Boden geflogen, zerlegte sich und ging in Flammen auf. Bei diesem CFIT (Controlled flight into terrain) wurden alle 10 Insassen getötet, vier Besatzungsmitglieder und 6 Passagiere.[5]

- Am 21. März 1956 wurde eine Douglas DC-3/C-47A-20-DK der Indian Airlines (VT-CGN) bei der Landung auf dem Flughafen Tezpur (Indien) schlecht abgefangen, sprang wieder hoch und kam in einen Strömungsabriss. Dann schlug sie mit der rechten Tragfläche zuerst auf dem Boden auf und schwang von der Landebahn herunter. Das Flugzeug wurde irreparabel beschädigt. Von den 21 Insassen kamen 2 Passagiere ums Leben.[6]

- Am 15. Mai 1956 setzte eine Douglas DC-3/C-47A-20-DK der Indian Airlines (VT-DBA) bei der Landung auf dem Flughafen Kathmandu (Nepal) mit weit überhöhter Geschwindigkeit auf, sprang wieder hoch und geriet in einen Strömungsabriss. Zwar wurde Vollgas gegeben, doch war die verbleibende Landebahnlänge für eine sichere Landung unzureichend. Die Maschine überrollte das Landebahnende, stürzte einen steilen Abhang hinunter und wurde irreparabel beschädigt. Von den 33 Insassen kamen 14 Passagiere ums Leben, außerdem wurde eine Person am Boden getötet.[7]

- Am 18. Mai 1956 wurde eine Douglas DC-3/C-47A-30-DK der Indian Airlines (VT-CCD) am Flughafen Ahmedabad (Indien) vor der Landebahn aufgesetzt. Die Maschine sprang wieder hoch, es kam zum Strömungsabriss und Aufschlag auf die Landebahn. Das Flugzeug wurde irreparabel beschädigt. Alle 19 Insassen, drei Besatzungsmitglieder und 16 Passagiere, überlebten den Unfall.[8]

- Am 19. Oktober 1956 wurde eine Douglas DC-3 der Indian Airlines (VT-DGK) am Flughafen Agartala (Indien) beim dritten Landeversuch während des Durchstartens in schlechtem Wetter in Bäume geflogen und stürzte ab. Die Wetterbedingungen lagen unter den vorgeschriebenen Minima. Durch diesen CFIT (Controlled flight into terrain) wurden alle 3 Besatzungsmitglieder getötet, die einzigen Insassen auf dem Frachtflug.[9]

- Am 13. März 1957 trudelte eine Douglas DC-3/C-47A-25-DK der Indian Airlines (VT-CFB) bei einer Ausbildungsübung nahe dem Flughafen Delhi-Safdarjung (Indien) in den Boden. Die Übung zum Strömungsabriss war in einer zu niedrigen Höhe eingeleitet worden, um die Maschine daraus noch abfangen zu können. Beide Piloten, die einzigen Insassen auf dem Trainingsflug, wurden getötet, ebenso wie 3 weitere Menschen am Boden.[10]

- Am 5. Mai 1957 stürzte eine Douglas DC-3/C-47A-90-DL der Indian Airlines (VT-AUV) kurz nach dem Start vom Flughafen Silchar (Indien) zu Boden. Das ausgebrochene Feuer in beiden Triebwerken wurde durch den heftigen Regen schnell gelöscht. Die Maschine war durch Downbursts (schwere Fallböen) eines Gewitters aus niedriger Höhe zu Boden gedrückt worden. Von den 3 Besatzungsmitgliedern, den einzigen Insassen auf dem Frachtflug, kam eines ums Leben.[11]

- Am 1. September 1957 wurde eine Douglas DC-3/C-47A-25-DK der Indian Airlines (VT-AUA) beim Rollen auf dem Flughafen Kalkutta-Dum Dum (Indien) durch eine Handley Page Hermes IVA der britischen Airwork Services (G-AKFP) gerammt, deren Kapitän auf der falschen Landebahn landen wollte. Er hatte die Lautstärke seines Funkempfängers ausgeschaltet, weil er nach Sicht landen wollte. Dadurch zerstörte er die DC-3 und tötete alle ihre 4 Besatzungsmitglieder, die einzigen Insassen auf dem Frachtflug. Alle 64 Insassen der Hermes, sechs Besatzungsmitglieder und 58 Passagiere, überlebten den Unfall. Die Hermes wurde irreparabel beschädigt (siehe auch Flugzeugkollision am Flughafen Kalkutta 1957).[12][13]

- Am 24. März 1958 wurde eine Douglas DC-3/C-47A-85-DL der Indian Airlines (VT-CYN) 25 Kilometer vor dem Zielflughafen Kathmandu (Nepal) ins Gelände geflogen. Die Piloten waren in ein falsches Tal eingeflogen. Beim Versuch zu wenden kam es zum Strömungsabriss und Absturz. Durch diesen CFIT (Controlled flight into terrain) wurden alle 20 Insassen getötet, vier Besatzungsmitglieder und 16 Passagiere.[14]

- Am 25. Juni 1958 wurde eine Douglas DC-3C der Indian Airlines (VT-COJ) beim Abwurf von Versorgungsgütern nahe Damroh so extrem tief geflogen, dass eine Tragfläche eine Hügelkette streifte, das Flugzeug herumschleuderte und zum Absturz brachte. Die Maschine war vom Flughafen Dibrugarh (Indien) aus im Einsatz. Durch diesen CFIT (Controlled flight into terrain) wurden von den 7 Insassen 5 getötet, alle drei Besatzungsmitglieder und 2 Passagiere.[15]

- Am 9. Juli 1958 brach eine Douglas DC-3/C-47A-75-DL der Indian Airlines (VT-CYM) in der Nähe des Flughafens Dhaka-Tejgaon (Ostpakistan, heute Bangladesch) aus unbekannten Gründen während des Fluges auseinander. Alle 3 Besatzungsmitglieder, die einzigen Insassen auf dem Frachtflug, kamen ums Leben.[16]

- Am 8. September 1958 verlor eine Douglas DC-4/C-54A-DO der Indian Airlines (VT-DIA) auf dem Weg zum Flughafen Madras (Indien) das gesamte Hydrauliksystem. Ursache war der Verlust einer schlampig installierten Dichtung des Autopilot-Filters. Da die Flugbesatzung keine korrekte Problemdiagnose durchführte, keine Vorsorgelandung durchführte und bei der Landung die manuelle Notpumpe für die Hydraulik und das Druckluft-Bremssystem nicht ordnungsgemäß bediente, schoss die Maschine über das Landebahnende hinaus, krachte in Hindernisse und wurde zerstört. Dennoch überlebten alle 31 Insassen, vier Besatzungsmitglieder und 27 Passagiere, den Unfall.[17]

- Am 12. März 1959 wurde eine Douglas DC-3/C-47A-10-DK der Indian Airlines (VT-CYH) im extremen Tiefflug bei schlechtem Wetter nahe Tobu in Bäume der Naga Hills geflogen. Die Maschine war zum Abwurf von Versorgungsgütern vom Flughafen Jorhat (Indien) gestartet. Bei diesem CFIT (Controlled flight into terrain) wurden von den 7 Insassen 5 getötet, alle 3 Besatzungsmitglieder und 2 Passagiere.[18]

- Am 29. März 1959 brach eine Douglas DC-3/C-47A-90-DL der Indian Airlines (VT-CGI) 56 Kilometer westlich des Flughafens Silchar (Indien) im Flug auseinander. Die von Agartala kommende Maschine war in ein Gewittergebiet geflogen. Das Versagen hatte seinen Ursprung im Mittelteil des Tragwerks und war auf Belastungen zurückzuführen, die den für das Flugzeug vorgesehenen Höchstwert überstiegen. Alle 24 Insassen, vier Besatzungsmitglieder und 20 Passagiere, kamen ums Leben.[19]

### 1960er-Jahre
- Am 3. Januar 1960 stürzte eine Douglas DC-3/C-47A-20-DK der Indian Airlines (Luftfahrzeugkennzeichen VT-CGG) beim Abwurf von Versorgungsgütern in der Nähe von Taksing (Indien) ab. Der Kapitän war in das falsche, enge Tal eingeflogen. Er war vorher noch nie in dieser Gegend unterwegs gewesen. Beim Versuch einer Umkehrkurve kam es zum Strömungsabriss und Absturz. Alle 9 Insassen, acht Besatzungsmitglieder und ein Passagier, kamen ums Leben.[20]

- Am 26. August 1961 wurde eine Douglas DC-3/C-47A-80-DL der Indian Airlines (VT-AXA) beim Start auf dem Flughafen Kalkutta-Dum Dum (Indien) bei einer zu niedrigen Geschwindigkeit abgehoben und stürzte unmittelbar danach ab. Alle drei Besatzungsmitglieder, die einzigen Insassen auf dem Frachtflug, überlebten den Unfall.[21]

- Am 15. November 1961 ging eine Vickers Viscount 768D der Indian Airlines (VT-DIH) bei der Landung auf dem Flughafen Colombo-Ratmalana (Ceylon) zu Bruch. Ohne jeden ersichtlichen Grund gab der Erste Offizier gleich nach dem Aufsetzen Vollgas und fuhr gleichzeitig das Fahrwerk ein. Das Flugzeug rutschte auf dem Bauch von der Landebahn herunter und wurde irreparabel beschädigt. Alle 42 Insassen, sechs Besatzungsmitglieder und 36 Passagiere, überlebten. Ein ähnlicher Unfall mit unkoordiniertem Einfahren des Fahrwerks ereignete sich später mit einer De Havilland DHC-8-400 der Luxair am Flughafen Saarbrücken.[22]

- Am 3. Mai 1962 wurde eine Douglas DC-4/C-54A-15-DC der Indian Airlines (VT-CZT) auf dem Flughafen Calcutta (Indien) bei einem Hangarbrand irreparabel beschädigt. Über Personenschäden ist nichts bekannt.[23]

- Am 7. Mai 1962 wurde mit einer Douglas DC-4/C-54A-15-DC der Indian Airlines (VT-DIC) nahe Haveri im indischen Bundesstaat Karnataka eine Bauchlandung in einem Acker durchgeführt, rund 500 Kilometer vom Zielort Bombay entfernt. Als ungewöhnliche Motorengeräusche auftraten und das Flugzeug trotz Vollgas immer weiter sank, wurde diese Notlandung durchgeführt. Der Auslöser war das unbeabsichtigte Schalten des Zündungshauptschalters auf „Aus“ gewesen, ohne dass die Besatzung danach irgendeine Fehlersuche durchführte. Alle 36 Insassen, sechs Besatzungsmitglieder und 30 Passagiere, überlebten den Totalschaden.[24]

- Am 3. Juni 1963 stürzte eine Douglas DC-3 Hiper der Indian Airlines (VT-AUL) auf dem Flug von Amritsar nach Srinagar in der Nähe von Sarna ab. Alle 29 Insassen, 3 Besatzungsmitglieder und 26 Passagiere, kamen ums Leben. Das Flugzeug war in der Luft auseinandergebrochen. Als mögliche Ursache wurde entweder ein durch die Wartung falsch eingestelltes Seitenrudersystem oder eine Fehlfunktion des Autopiloten ermittelt.[25]

- Am 11. September 1963 ging eine Vickers Viscount 768D der Indian Airlines (VT-DIO) auf dem Flug von Nagpur nach Neu-Delhi aus ungeklärten Gründen in den Sturzflug über und stürzte 51 Kilometer südlich von Agra aus ungeklärten Gründen ab. Alle 18 Insassen, 5 Besatzungsmitglieder und 13 Passagiere, kamen ums Leben.[26]

- Am 7. September 1965 wurde eine Douglas DC-3 der Indian Airlines (VT-unbekannt) auf dem Flughafen Srinagar (Indien) durch einen Überfall der pakistanischen Luftwaffe mit vier North American F-86 Sabre zerstört. Über Personenschäden ist nichts bekannt.[27]

- Am 7. Februar 1966 wurde eine Fokker F-27-200 der niederländischen Schreiner Airways (PH-SAB), die im Auftrag der Indian Airlines eingesetzt war, durch einen Navigationsfehler nach dem Start vom Flughafen Srinagar (Indien) 72 Kilometer südsüdöstlich davon am Banihall Pass in einer Höhe von 12.364 Fuß (3.770 Metern) gegen einen Berg geflogen. Durch diesen CFIT (Controlled flight into terrain) wurden alle 37 Personen an Bord getötet.[28]

- Am 15. Februar 1966 setzte eine Sud Aviation Caravelle VI-N der Indian Airlines (VT-DPP) bei sehr schlechter Sicht auf dem Flughafen Delhi-Palam (Indien) noch vor der Landebahn auf, rammte eine Zementsäule und andere Hindernisse und geriet in Brand. Von den 80 Insassen kamen 2 Passagiere ums Leben.[29]

- Am 25. April 1966 wurde eine Douglas DC-3/C-47A-1-DK der Indian Airlines (VT-DDR) bei der Landung auf dem Flughafen Nagpur (Indien) durch eine plötzliche, starke Seitenwindbö in starkem Regen von der Landebahn gedrückt und kollidierte mit Hindernissen. Das Flugzeug wurde irreparabel beschädigt. Alle drei Besatzungsmitglieder, die einzigen Insassen, überlebten den Unfall.[30]

- Am 4. September 1966 flogen die Piloten eine Sud Aviation Caravelle VI-N der Indian Airlines (VT-DSB) bei einer Übungsplatzrunde mit einem simulierten Triebwerksausfall am Flughafen Bombay (Indien) in einen nur 250 Meter hohen Hügel. Bei diesem CFIT (Controlled flight into terrain) wurden alle 4 Besatzungsmitglieder getötet, die einzigen Insassen auf dem Trainingsflug.[31]

- Am 18. Februar 1969 schwenkte eine Douglas DC-3/C-47A-10-DK der Indian Airlines (VT-CJH) beim Start vom Flughafen Jaipur (Indien) kurz vor dem Abheben nach links. Die Maschine hob ab, berührte aber dann wieder links von der Startbahn den Boden und wurde irreparabel beschädigt. Das Flugzeug war überladen und der Schwerpunkt lag zu weit hinten. Der Start wurde vom Ersten Offizier mit Rückenwind und Seitenwind durchgeführt. Alle 30 Insassen, vier Besatzungsmitglieder und 26 Passagiere, überlebten den Unfall.[32]

- Am 21. April 1969 geriet eine Fokker F-27-200 der Indian Airlines (VT-DOJ) in der Nähe von Khulna (Ostpakistan) in ein Gebiet mit heftigen Böen und starken Abwärtsströmungen. Die Piloten verloren bei starkem Fallwind die Kontrolle über das Flugzeug, welches abstürzte. Alle 44 Insassen, vier Besatzungsmitglieder und 40 Passagiere, kamen ums Leben.[33]

### 1970er-Jahre
- Am 7. Juni 1970 wurde eine Fokker F-27-200 der Indian Airlines (Luftfahrzeugkennzeichen VT-DVG) bei der Landung auf dem Flughafen Agartala (Indien) mit einer höheren als der normalen Landegeschwindigkeit und bei 2775 Fuß (845 Meter) vom Bahnbeginn aufgesetzt. Das Flugzeug überrollte das Landebahnende und wurde irreparabel beschädigt. Alle 39 Insassen, fünf Besatzungsmitglieder und 34 Passagiere, überlebten den Unfall.[34]

- Am 29. August 1970 wurde eine Fokker F-27-400 der Indian Airlines (VT-DWT) 19 Kilometer vom Startflughafen Silchar (Indien) entfernt in einen 1500 Meter hohen Berg geflogen, weil die Piloten das vorgeschriebene Abflugverfahren ignoriert hatten. Bei diesem CFIT (Controlled flight into terrain) wurden alle 39 Insassen getötet, fünf Besatzungsmitglieder und 34 Passagiere.[35]

- Am 9. August 1971 überrollte eine Vickers Viscount 768D der Indian Airlines (VT-DIX) bei der Landung auf dem Flughafen Jaipur (Indien) das Landebahnende und wurde irreparabel beschädigt. Es war bereits der dritte Landeversuch; das Flugzeug hatte mit Rückenwind auf der nassen Bahn spät aufgesetzt. Alle 27 Insassen, vier Besatzungsmitglieder und 23 Passagiere, überlebten.[36]

- Am 9. Dezember 1971 wurde eine Hindustan Aeronautics HAL 748 der Indian Airlines (VT-DXG) nahe Cumbum in 1580 Meter Höhe in die Meghamalai-Berge geflogen, nachdem sie 47 Kilometer vom Kurs abgekommen war. Die Maschine befand sich auf dem Flug vom Flughafen Trivandrum nach Madurai. Bei diesem CFIT (Controlled flight into terrain) wurden 21 der 31 Insassen getötet, alle 4 Besatzungsmitglieder und 17 Passagiere. Dies war der erste Totalverlust des in Indien als Lizenzbau der Avro/HS 748 gefertigten Flugzeugtyps.[37]

- Am 12. August 1972 wurde mit einer Fokker F-27-100 der Indian Airlines (VT-DME) im Anflug auf den Flughafen Delhi (Indien) zunächst durchgestartet. Beim zweiten Versuch flog der Kapitän unter die Mindestsinkflughöhe. Als er den Boden erkannte, leitete er viel zu spät ein erneutes Durchstarten ein, allerdings mit voll ausgefahrenen Landeklappen und ausgefahrenem Fahrwerk. Die F-27 schlug 1,5 Kilometer südlich des Flughafens im Gelände auf. Durch diesen CFIT (Controlled flight into terrain) wurden alle 18 Insassen getötet, vier Besatzungsmitglieder und 14 Passagiere.[38]

- Am 15. März 1973 verunglückte eine Hindustan Aeronautics HAL 748 der Indian Airlines (VT-EAU) bei einem Trainingsflug auf dem Flughafen Hyderabad-Begumpet. Nachdem ein Triebwerksausfall beim Start simuliert wurde, streifte die rechte Tragflächenspitze in einer Kurve während der Platzrunde Bäume und Hochspannungsleitungen. Die Maschine stürzte in ein Haus und fing Feuer. Alle drei Besatzungsmitglieder und eine Person am Boden kamen ums Leben. Die Unfalluntersuchung ergab, dass die Besatzung zum Unfallzeitpunkt alkoholisiert gewesen war (siehe auch Flugunfall einer HAL 748 der Indian Airlines bei Hyderabad).[39]

- Am 31. Mai 1973 unterschritt der Kapitän einer Boeing 737-2A8 der Indian Airlines (VT-EAM) im Landeanflug auf den Flughafen Delhi bei schlechter Sicht mit ausgefahrenen Störklappen die Mindestflughöhe, ohne die Landebahn in Sicht zu haben. Die Maschine verfing sich schließlich in Hochspannungsleitungen, stürzte zu Boden und ging in Flammen auf. Von den 65 Personen an Bord starben 48 (siehe auch Indian-Airlines-Flug 440).[40]

- Am 3. Juli 1973 wurde eine Sud Aviation Caravelle VI-N der Indian Airlines (VT-DPO) auf dem Flughafen Bombay (Indien) mit exzessiv hoher Geschwindigkeit gelandet, wodurch sie nach einem harten Aufsetzen wieder in die Luft stieg. Der nächste Aufschlag erfolgte auf dem Bugfahrwerk, wodurch im Fahrwerkschacht ein Feuer ausbrach. Das Flugzeug wurde irreparabel beschädigt. Alle 15 Insassen, sieben Besatzungsmitglieder und 8 Passagiere, überlebten den Unfall.[41]

- Am 17. Juni 1975 setzte eine Sud Aviation Caravelle VI-N der Indian Airlines (VT-DVJ) bei der Landung auf dem Flughafen Bombay (Indien) erst sehr spät auf der regennassen Landebahn auf. Trotz voller Bremsleistung und Benutzung des Bremsschirms gelang es nicht, das Flugzeug rechtzeitig zu stoppen. Die Benutzung des (nicht regelbaren) Notbremssystems blockierte die Räder, so dass alle Reifen des Hauptfahrwerks platzten. Schließlich schwenkte der Kapitän das Flugzeug scharf auf dem Überroll-Bereich, was zum Abscheren des Backbordfahrwerks und anderen strukturellen Schäden am Flugzeug führte. Alle 93 Insassen, sechs Besatzungsmitglieder und 87 Passagiere, überlebten den Unfall.[42]

- Am 24. Juli 1976 schlug eine Fokker F-27-100 der Indian Airlines (VT-DMD) bei der Landung auf dem Flughafen Bhubaneswar (Indien) so heftig auf, dass sie wieder in die Luft sprang, steil nach rechts rollte und es zu einem Strömungsabriss kam. Beim Aufschlag auf dem Bugfahrwerk platzte dort ein Reifen, das Flugzeug drehte sich und kam mit abgerissenem rechten Triebwerk und Außenflügel zum Stillstand. Natürlich war das Flugzeug danach irreparabel beschädigt. Alle 23 Insassen, vier Besatzungsmitglieder und 19 Passagiere, überlebten den Unfall.[43]

- Am 12. Oktober 1976 verunglückte eine Sud Aviation Caravelle VI-N der Indian Airlines (VT-DWN) nach dem Start vom Flughafen Bombay, Indien. Durch die Explosion eines der Rolls-Royce-Avon-Triebwerke wurde die hydraulische Steuerung zerstört, so dass es zum Kontrollverlust und Absturz kam. Alle 95 Insassen kamen ums Leben (siehe auch Indian-Airlines-Flug 171).[44]

- Am 17. Dezember 1978 waren an einer Boeing 737-200 der Indian Airlines (VT-EAL) beim Start vom Flughafen Hyderabad-Begumpet die Auftriebshilfen nicht ausgefahren. Das Flugzeug gewann kaum an Höhe und machte auf der Startbahn eine Bauchlandung mit eingezogenem Fahrwerk. Die Maschine rutschte durch die Flughafenumzäunung, über einen Kanal und kam in steinigem Gelände zum Stehen. Ein Feuer brach aus, das die Maschine vollständig zerstörte. Von den 132 Personen an Bord wurde ein Passagier getötet, außerdem starben drei Landschaftsgärtner, die zum Unfallzeitpunkt die Wiese nahe der Flughafenumzäunung mähten (siehe auch Indian-Airlines-Flug 403).[45]

- Am 26. April 1979 explodierte im Anflug auf den Flughafen Madras (Indien) ein Sprengsatz in der vorderen Bordtoilette einer Boeing 737-200 der Indian Airlines (VT-ECR), was zu einem kompletten Ausfall der Elektronik führte. Da deshalb auch die Landeklappen nicht ausgefahren werden konnten, das Antiblockiersystem und die Schubumkehr ausgefallen waren, überrollte die Maschine bei der Landung das Bahnende und brannte aus. Alle 67 Personen, sechs Besatzungsmitglieder und 61 Passagiere konnten sich aus der Maschine retten (siehe auch Flugunfall einer Boeing 737 der Indian Airlines 1979 auf dem Flughafen Madras).[46]

- Am 4. August 1979 wurde eine Hindustan Aeronautics HAL 748 der Indian Airlines (VT-DXJ) nahe Panvel in den Boden geflogen. Die Maschine war auf dem Weg vom Flughafen Pune zum Flughafen Bombay, als sie 29 Kilometer vor dem Zielflughafen in niedriges Gelände flog. Bei diesem CFIT (Controlled flight into terrain) wurden alle 45 Insassen getötet, fünf Besatzungsmitglieder und 40 Passagiere. Beitragende Faktoren waren mehrere Fehler des Radar Controllers. Es war der Unfall einer HAL 748 mit den meisten Todesopfern (siehe auch Flugunfall einer HAL 748 der Indian Airlines bei Panvel).[47]

### 1980er-Jahre
- Am 10. Mai 1980 geriet eine Boeing 737-2A8 der Indian Airlines (VT-EDR) auf dem Flug von Bagdogra nach Kalkutta bei Rampurhat in schwere Turbulenzen, wobei von den 134 Personen an Bord zwei Passagiere getötet wurden (siehe auch Flugunfall einer Boeing 737 der Indian Airlines bei Rampurhat).

- Am 16. Juni 1981 verunglückte eine Hindustan Aeronautics HAL 748 der Indian Airlines (Luftfahrzeugkennzeichen VT-DXI). Nach dem Start vom Flughafen Tirupati geriet die Maschine in einer Höhe von 75 Metern in Starkregen mit Fallböen, wodurch die Geschwindigkeit abfiel und das Flugzeug mit dem Heck zuerst auf dem Boden aufschlug. Erschwerend kam hinzu, dass die Piloten versehentlich die Landeklappen einfuhren. Alle 28 Insassen überlebten.[48]

- Am 19. August 1981 setzte eine Hindustan Aeronautics HAL 748 der Indian Airlines (VT-DXF) bei widrigen Wetterbedingungen während der Landung auf dem Flughafen Mangalore erst in der Mitte der Landebahn mit überhöhter Geschwindigkeit auf. Beim Überrollen des Landebahnendes brach das Bugfahrwerk ab; das Flugzeug rutschte in ein Tal hinunter und wurde dabei auf dem felsigen Gelände irreparabel beschädigt. Alle 26 Insassen überlebten, allerdings erlitten 7 davon leichte Verletzungen.[49]

- Am 5. März 1984 geriet eine Hindustan Aeronautics HAL 748 der Indian Airlines (VT-DUO) auf dem Flughafen Hyderabad-Begumpet von der Startbahn ab und raste über welligen Boden in die Begrenzungsmauer des Flughafens. Bei dem Trainingsflug hatte der Ausbilder ein falsches Verfahren angewandt, um einen Triebwerksausfall beim Start zu simulieren; weder er noch der auszubildende Pilot konnten die Kontrolle über das Flugzeug wieder erlangen. Alle drei Besatzungsmitglieder überlebten. Das Flugzeug wurde irreparabel beschädigt.[50]

- Am 29. September 1986 kollidierte ein Airbus A300B4-203 der Indian Airlines (VT-ELV) beim Startlauf auf dem Flughafen Madras (Indien) mit zwei großen Vögeln. Nachdem die Flugzeugnase bereits auf 5 bis 8 Grad hochgenommen worden war, brach der Kapitän den Start dennoch ab. Das Flugzeug konnte nicht mehr rechtzeitig abgebremst werden und überrollte das Startbahnende. Dabei wurde es irreparabel beschädigt. Alle 196 Insassen, elf Besatzungsmitglieder und 185 Passagiere, überlebten den Totalschaden. Bei der Maschine handelte es sich um die ehemalige D-AIAB der Lufthansa.[51]

- Am 19. Juni 1988 machten die Piloten einer Boeing 737-2A8 der Indian Airlines (VT-EAI) auf dem Flughafen Delhi-Indira Gandhi (Indien) aufgrund schlampiger Arbeit mit den Verfahren eine Bauchlandung, weil sie vergessen hatten, das Fahrwerk auszufahren. Das Flugzeug geriet in Brand und wurde irreparabel beschädigt. Alle 134 Insassen, sechs Besatzungsmitglieder und 128 Passagiere, überlebten den Unfall.[52]

- Am 19. Oktober 1988 unterschritten die Piloten einer Boeing 737-2A8 der Indian Airlines (VT-EAH) bei schlechter Sicht im Landeanflug auf den Flughafen Ahmedabad die Mindestsinkflughöhe. Die Maschine streifte einen Hochspannungsmast, stürzte auf ein Reisfeld und ging in Flammen auf. Von den 135 Menschen an Bord starben 133 (siehe auch Indian-Airlines-Flug 113).[53]

### 1990er-Jahre

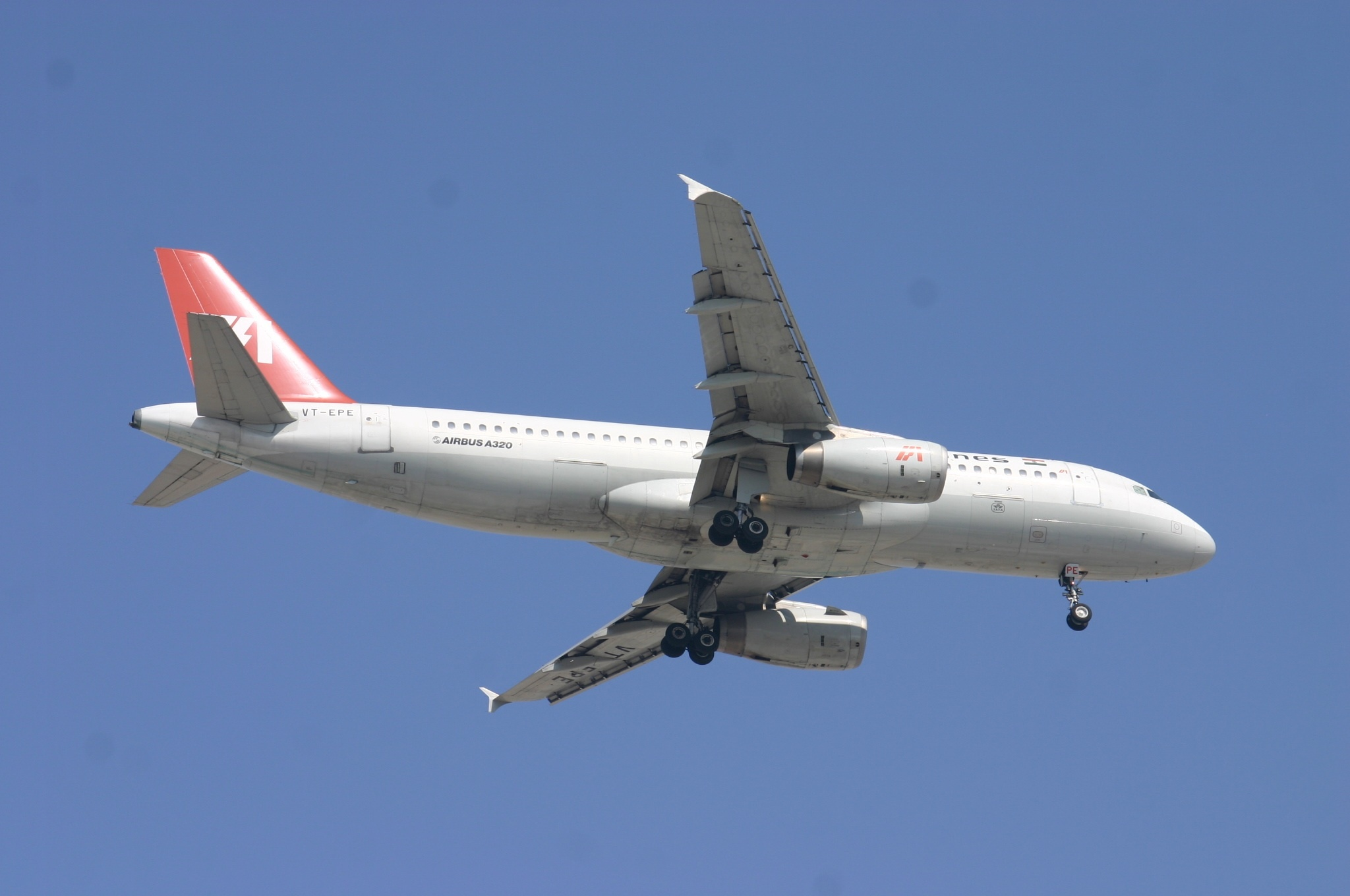
Ein Airbus A320-200 der Indian Airlines, baugleich mit der 1990 verunglückten Maschine. Gut sichtbar ist das nur bei Indian Airlines genutzte Hauptfahrwerk mit je zwei Zwillingsreifen auf jeder Seite.

- Am 14. Februar 1990 wurde ein Airbus A320 der Indian Airlines (Luftfahrzeugkennzeichen VT-EPN) beim Landeanflug ca. 700 Meter vor der Landebahn des Flughafens HAL Bangalore auf einen Golfplatz geflogen. Die Maschine war durch eine Verwechslung der Bedienelemente viel zu schnell gesunken. Von den 146 Menschen an Bord starben 92, während 54 überlebten. Etliche Passagiere hatten schon vorher ihre Anschnallgurte geöffnet, wodurch sie auf den Boden geschleudert wurden.[54] Die ersten Rettungskräfte des Flughafens waren zwar innerhalb von zwei Minuten am Pistenende, konnten jedoch den Unfallort nicht erreichen, da sie keinen Schlüssel hatten, um ein Ausfalltor in der Flughafenumzäunung zu öffnen. Noch rund 15 Minuten nach dem Unfall war das Tor verschlossen.[55] Später eintreffendes Personal sägte das Schloss schließlich auf. Zwei Löschfahrzeuge erreichten dann von innerhalb des Geländes den Brandherd mit ihrem Löschmitteleinsatz nur unzulänglich und hatten auch keine Möglichkeit, die eigenen Tanks in der Nähe wieder aufzufüllen.[56] Die ersten Retter erreichten das Flugzeug zu Fuß, als noch Hilferufe aus dem Rumpfteil hinter der linken Tragfläche drangen. Drei oder vier Personen wurden dort gerettet (siehe auch Indian-Airlines-Flug 605).[57]

- Am 16. August 1991 wurde eine aus Kalkutta kommende Boeing 737-2A8 der Indian Airlines (VT-EFL) beim Anflug auf den Flughafen Imphal in einen Hügel geflogen, weil die Piloten vom Landekurs abgewichen waren. Durch diesen CFIT (Controlled flight into terrain) wurden alle 69 Menschen an Bord getötet (siehe auch Indian-Airlines-Flug 257).[58]

- Am 9. Januar 1993 setzte eine Tupolew Tu-154B-2 der Indian Airlines, betrieben durch Uzbekistan Airways (UK-85533), bei der Landung auf dem Flughafen Delhi-Indira Gandhi (Indien) rechts neben der Landebahn auf. Die Sichtweite im Nebel lag unter der vorgeschriebenen Mindestsicht. Sie kollidierte mit einigen festen Einrichtungen am Boden, erhob sich wieder in die Luft und landete schließlich auf dem Boden rechts neben der Landebahn. Dabei brachen die rechte Tragfläche und das Heck des Flugzeugs ab und es kam in Rückenlage zum Liegen. Als Unfallursachen wurden hauptsächlich die Fehler des usbekischen Kapitäns ermittelt, trotz der unzulässig schlechten Sicht nicht nach Ahmedabad auszuweichen und dann auch noch ein Durchstarten zu unterlassen, als der Sichtkontakt zur Landebahn verloren war. Alle 165 Insassen, 13 Besatzungsmitglieder und 152 Passagiere, überlebten trotzdem den Unfall.[59]

- Am 26. April 1993 hob eine schwer beladene Boeing 737-2A8 der Indian Airlines (VT-ECQ) erst am Ende der Startbahn des Flughafens Aurangabad ab. Die Maschine stieß 120 Meter hinter dem Landebahnende in 2,10 Meter Höhe mit ihrem Fahrwerk gegen einen LKW, der Baumwollernte transportierte. Immer noch im Tiefflug kollidierte sie dann 3 Kilometer hinter der Landebahn mit einer Hochspannungsleitung und stürzte zu Boden. Von den 118 Menschen an Bord starben 55 (siehe auch Indian-Airlines-Flug 491).[60]

- Am 15. November 1993 konnten an einem Airbus A300B2-101 der Indian Airlines (VT-EDV) nach dem Durchstarten am Flughafen Hyderabad wegen schlechter Sicht die Landeklappen nicht mehr eingefahren werden. Beim Ausweichflug nach Madras ging der Treibstoff zur Neige, aber nicht einmal der neue Notlandeplatz, der Flughafen Tirupati (Indien), konnte noch erreicht werden. Aufgrund der unstrukturierten Entscheidungsfindung des Kapitäns und der mangelhaften Überwachung des Treibstoffvorrats musste eine Notlandung auf einem offenen Reisfeld durchgeführt werden, noch 26 Kilometer vom Flughafen Tirupati entfernt. Das Flugzeug wurde irreparabel beschädigt. Alle 262 Insassen, zwölf Besatzungsmitglieder und 250 Passagiere, überlebten den Unfall.[61]

- Am 2. Dezember 1995 wurde eine Boeing 737-2A8 der Indian Airlines (VT-ECS) auf dem Flughafen Delhi (Indien) nach einem völlig unstabilen Anflug erst 610 Meter vor dem Landebahnende aufgesetzt. Natürlich konnte die Maschine auf der verbleibenden Landebahnlänge nicht mehr zum Stillstand gebracht werden, zumal die Bremsklappen auch nicht ausgefahren wurden, überrollte das Landebahnende und rammte auf dem unebenen Boden einen 45 Zentimeter hohen Kabelkanal aus Zementbeton. Das Flugzeug wurde irreparabel beschädigt. Alle 108 Insassen, sechs Besatzungsmitglieder und 102 Passagiere, überlebten den Unfall.[62]

### Ab 2000

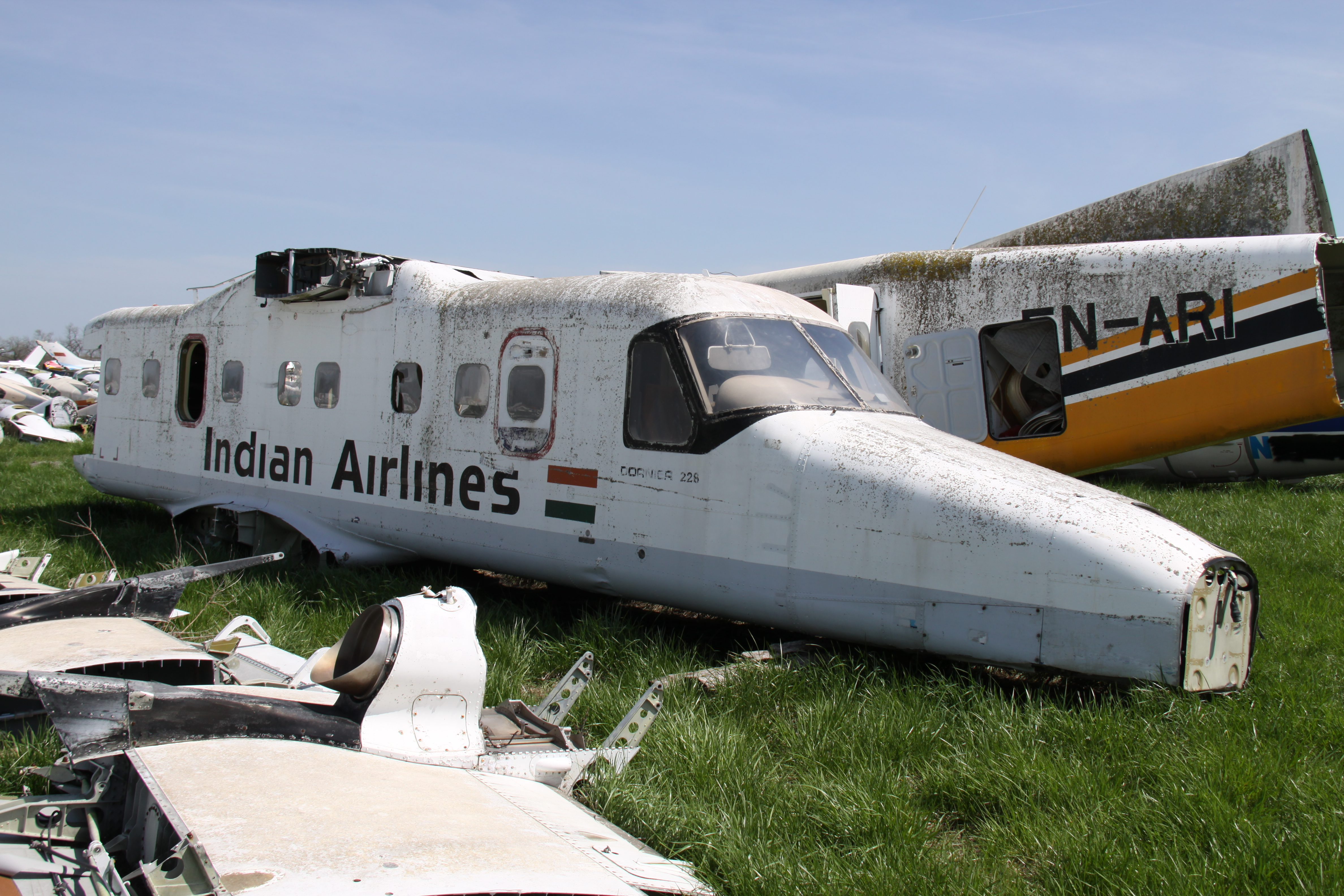
Das Wrack der am 9. Juni 2002 verunglückten Dornier 228 Indian Airlines, hier auf dem Flugzeugfriedhof Rantoul (Kansas, USA) im April 2013.

- Am 8. März 2002 sollte ein Airbus A300B2-101 der Indian Airlines (Luftfahrzeugkennzeichen VT-EFW) durch Mechaniker des Bodenpersonals auf dem Flughafen Delhi-Indira Gandhi (Indien) auf eine andere Position gerollt werden. Nachdem einer die Sicherung für „flight idle“ (erhöhte Leerlaufdrehzahl) aktiviert hatte, sprang das Flugzeug über die Bremsklötze und rollte auf den Wartungshangar für Frachtflugzeuge zu. Aufgrund der flight idle-Stellung funktionierten Bremsen und Bugradsteuerung nicht. Um dem Hangar auszuweichen, erhöhten die Mechaniker den Schub des rechten Triebwerks auf 90 %. Nachdem das Flugzeug sich um etwa 80° gedreht hatte, verloren sie vollends die Kontrolle und es raste direkt auf die Flughafen-Begrenzungsmauer neben den Hangars zu und durchbrach sie. Das Bugfahrwerk brach zusammen und die Flugzeugnase bohrte sich in den Boden. Das Flugzeug wurde irreparabel beschädigt. Alle fünf Insassen (Bodenmechaniker) überlebten den Totalschaden.[63]

- Am 9. Juni 2002 rutschte eine Dornier 228-201/HAL der Indian Airlines (VT-EJN) auf einem Trainingsflug bei der Landung auf dem Flughafen Jaipur (Indien) von der Landebahn und wurde irreparabel beschädigt. Alle Besatzungsmitglieder, die einzigen Insassen, überlebten den Unfall.[64]

## Entführungen und Anschläge
- Vom 24. Dezember bis zum 31. Dezember 1999 wurde ein Airbus A300B2-101 der Indian Airlines (VT-EDW) von fünf maskierten Terroristen der Harkat-ul-Mujahideen auf dem Weg vom Flughafen Kathmandu zum Indira Gandhi International Airport entführt. Während der fünf Tage legte das entführte Flugzeug vier Zwischenstopps auf den Flughäfen in Amritsar, Lahore, der Al Minhad Air Base bei Dubai und am Flughafen Kandahar ein. Eine Geisel wurde erschossen (siehe auch Indian-Airlines-Flug 814).[65]